# Mikroregion Piracicaba

Mikroregion Piracicaba

Mikroregion Piracicaba – mikroregion w brazylijskim stanie São Paulo należący do mezoregionu Piracicaba.

## Gminy
- Águas de São Pedro
- Capivari
- Charqueada
- Jumirim
- Mombuca
- Piracicaba
- Rafard
- Rio das Pedras
- Saltinho
- Santa Maria da Serra
- São Pedro
- Tietê